# Татарский Малояз
Татарский Малояз (баш. Татар Малаяҙы) — село в Салаватском районе Республики Башкортостан Российской Федерации.
Административный центр Малоязовского сельсовета.

## География
Через село протекает река Малояз.

### Географическое положение
Расстояние до:
- районного центра (Малояз): 3 км,
- ближайшей ж/д станции (Кропачёво): 32 км.

### История
Основано тептярями по договору 1756 г. о припуске на вотчинных землях башкир Мурзаларской волости Сибирской дороги под названием Малоязово. С нач. XIX в. с образованием выселка Новомалояз (ныне д. Черепаново) фиксировалось как Старомалояз.
С середины XIX в. учитывалось как Малоязово.
В 1795 году проживало 159 чел., в 1865 г. в 85 дворах — 486 человек. Занимались земледелием, скотоводством. Были мечеть, училище.
В 1906 году зафиксированы мечеть (построена в 1817 г.), 4 бакалейные лавки. С 1950-х гг. — современное название.

## Население
| 2002 | 2009 | 2010 |
| ---- | ---- | ---- |
| 602  | ↗642 | ↘586 |

Национальный состав
Согласно переписи 2002 года, преобладающие национальности — татары (62 %), башкиры (33 %).

## Инфраструктура
Есть основная школа, детский сад, дом культуры, библиотека.

## Религия
В селе есть мечеть.

## Известные уроженцы
- Исанбет, Наки (29 декабря 1899 — 12 сентября 1992) — татарский писатель, поэт, драматург, прозаик, учёный-фольклорист и филолог, составитель татарских словарей[5][6][7].
- Хабирова, Галима Фаткулловна (17.08.1928) -  доктор медицинских наук. Заслуженный врач Татарской АССР.